# Чёрный барбус
Чёрный барбус, или чёрный пунтиус (лат. Pethia nigrofasciata) — вид лучепёрых рыб семейства карповых.

## Происхождение
Происходит с острова Шри-Ланка. Живёт в быстрых реках, которые протекают через области девственных лесов. В Россию был завезён в 1954 году.

## Характеристика
Это очень красивая рыбка вырастает приблизительно до 6 см в длину. Спина у чёрного барбуса зеленоватая, бок серовато-жёлтый с 3—4 тёмными поперечными полосами. Края чешуи блестят серебристым, золотистым или зеленоватым цветом. Рыло красноватое. Только в затенении самцы показываются во всём своём великолепии — угольно-чёрными с карминно-красными и золотыми точками, которыми усеяно небольшое тело. Для создания теневых участков можно использовать плавающие растения, например, пистию. Особенно ярко окрашены самцы во время икрометания. Любят солнечный свет.

## Содержание
Содержать их лучше стайкой от 5—10 рыбок в аквариуме от 50 л. В местах, где встречается чёрный барбус, самая низкая температура воды может быть 21°, самая высокая 28°; при этом почти целый год преобладают высокие температуры. Поэтому самая благоприятная температура воды для этих рыбок в аквариуме 24—27°.
Аквариум должен быть частично затенён, так как рыбки живут в тёмных местах, кроме того, желательно покрыть дно тёмными камнями.

## Кормление
Это всеядные рыбки, поэтому им подходят живые, растительные и комбинированные корма. Хотя растения чёрные барбусы практически не портят, в их рацион регулярно надо включать растительные добавки.

## Разведение
Созревают в 5—8 месяцев. Плодовитость — 200—500 икринок. Икрометание продолжается около 2 часов. Мальки выводятся из икры через один — полтора дня. Через 3 дня молодь начинает плавать и питаться инфузориями и «живой пылью». Позже дают науплии артемии, мелкий циклоп. При соблюдении правильного температурного режима выращивание мальков — дело не сложное. Сначала тело малька имеет вытянутую форму и белое пятно на хвостовом плавнике, которое позднее исчезает, а тело приобретает характерную округлую форму. Среди молоди самцов в 6—10 раз больше, чем самок, поэтому стайки для выращивания будущих производителей должны состоять из 10 и более рыб.

## Совместимость
Чёрные барбусы менее задиристы, чем суматранские, их можно содержать с рыбами одного размера. Тем не менее, они способны пощипать плавники вуалевым и медлительным видам.

## Дополнительные сведения
Имеется селекционная форма, у которой красная только голова, а плавники и тело — чёрные. Есть вуалевая форма. В настоящее время популяция чёрного барбуса в природе сильно сократилась, и этот вид занесён в Красную книгу.